# منارة رأس فالكون
منارة رأس فالكون هي منارة هبوط تقع على الساحل الغربي لخليج وهران.

## تاريخ

### عموميات
وُضع عدد قليل من الفوانيس البدائية النادرة بالقرب من الملاجئ التي كانت بمثابة ملجأ للمراكب البربرية؛ مثل الفانوس العادي الموجود على البرج العالي في حصن الصخرة. منذ السنوات الأولى للإحتلال الفرنسي، رُكبت شعلات أكثر كفاءة في أكثر النقاط المميزة. وهكذا في عام 1834، قام الفرنسيون بتركيب جهاز بدلاً من فانوس الجزائر العاصمة والذي يتكون من ضوء ثابت يعلوه تاج دوار يحمل 8 مصابيح مع عاكسات مرتبة لإنتاج ضوء كسوف لمدة 30 ثانية. في 30 ثانية.
التقرير الرسمي الأول الذي يتناول إنارة السواحل الجزائرية هو تقرير اللجنة البحرية الجزائرية لعام 1843 الذي يضع تقريراً كاملاً «عن التحسينات التي يجب إجراؤها على الأضواء الموجودة (الجديدة في ذلك الوقت)، للأضواء التي سيتم إنشاؤها. على الفور، يجب إشعال الشعلات بعد ذلك». نفذ على مدار عدة سنوات، مع التعديلات التي فرضها التقدم التقني وتطور الملاحة، والتي قررت لجنة المنارة لعام 1861 أهمها.
عُدلت الأجهزة بشكل دوري بين عامي 1860 و 1900. كان أبرز هذه التحسينات هو استبدال الزيت المعدني بالزيت النباتي في عام 1881 بعد ذلك، من خلال استخدام بعض شعلات المصابيح عند مستوى ثابت. في عام 1902، وُضع برنامج جديد لتحسين الإضاءة الساحلية من خلال إنشاء لجنة بحرية خاصة تبنت برنامجًا للإنجازات يوفر، من بين أمور أخرى، استبدال الأضواء الثابتة الموجودة عن طريق وميض الأضواء الغامضة مع أو بدون قطاعات زاهية الألوان. البرنامج الذي نُفذ بالكامل من 1904 إلى 1908 باستثناء الرصيف الشمالي لميناء الجزائر. في عام 1924 تابع كبير المهندسين لخدمة المنارة المركزية كهربة الأضواء الرئيسية وأضواء الموانئ منذ البعثة العلمية إلى الجزائر.
بالإضافة إلى ذلك، تم تشغيل أربعة أجهزة راديوية ؛ في منارة الأميرالية بالجزائر العاصمة (1931)، في رأس الإبرة (1938)، في رأس كاكسين (1938) وفي رأس ماتيفو (1942). كما خططت الخدمات الفنية لإنشاء أربعة مبانٍ إضافية في غضون فترة زمنية قصيرة في رأس تنس، ورأس بنقوت، ورأس بوقارون، ورأس العسة.

### تاريخ المنارة
تم بناء منارة رأس فالكون في عام 1870.
في عام 2017 ، خضعت المنارة لأعمال ترميم. وصارت آلية بالكامل وزيد في قوة المصباح إلى 250 واط.<ref name=":1">مختار  لعريبي (6 May 2017). "Le phare de cap Carbon réhabilité". ليبيرتي (بالفرنسية). Archived from the original on 2020-09-05. Retrieved 2020-09-05.

## مميزات
يقال إن منارة رأس كاربون قد تم بناؤها من قبل اثنين من المهندسين الطرق والجسور يدعى روبين وديناميال .
المنارة عبارة عن فنار هبوط مبني بالحجر تقع على أعلى حلمة في رأس فالكون، على ارتفاع 106 مترًا فوق مستوى سطح البحر، في الطرف الغربي لخليج وهران.
وهو برج مثمن من الحجارة النقطعة البيضاء، يبلغ ارتفاعه 28.7 مترًا، وهو أحد المنارات الخمس المسؤولة عن مراقبة ساحل وهران وهو أهم معالمه. المباني الملحقة والسكن والخدمات مستقلة عنه.
قوة المصباح 1000 وات / 220 فولط ويتم توفير الإضاءة بضوء ابيض 4 ومضات في 25 ثانية. نطاق الضوء 29 ميلا بحريا، أو حوالي 54 كيلومترا، مما يجعلها منارة من الدرجة الأولى.

## روابط خارجية
- موقع الديوان الوطني للإشارات البحرية